# Vahanavank
Vahanavank (en armenio Վահանավանք) es un monasterio armenio de los siglos X-XI, situado a 7 kilómetros al oeste de la ciudad de Kapan en el marz de Syunik', en Armenia.